# Julgamento de Comunistas em Colônia

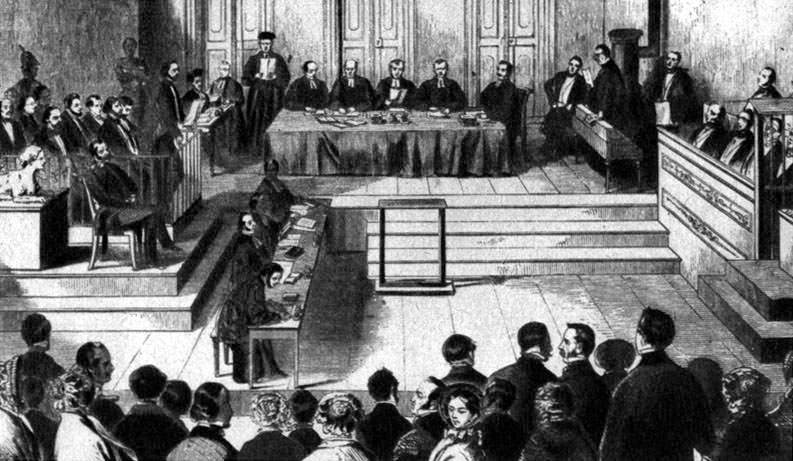
Xilogravura representando o julgamento de comunistas de Colônia em 1852, a partir de um desenho a pena de JHM. À esquerda, os onze réus com seus advogados de defesa; no meio do tribunal com o presidente assistente Göbel, o presidente do tribunal regional Oedenkoven e o Dr. Kehrmann, o procurador-chefe Dr. von Seckendorff (de pé?), o procurador do estado Saedt e à direita os sete jurados. Fonte: Leipziger Illustrirte Zeitung (a primeira revista ilustrada da Alemanha), No. 19, 20 de novembro de 1852, p. 32.

O julgamento de comunistas em Colônia durou de 4 de Outubro até 12 de Novembro de 1852 na cidade de Colônia, Alemanha, e foi conduzido pelo governo do extinto Reino da Prússia contra onze membros da Liga dos Comunistas suspeitos de terem participado no levante revolucionário de 1848. A Liga dos Comunistas, encabeçada teoricamente por Karl Marx e Friedrich Engels, dissolveu-se com o término do julgamento. De fato, de acordo com Engels, três décadas depois, já na primeira frase de seu "Para a História da Liga dos Comunistas" (1885):
"Com a condenação dos comunistas de Colônia em 1852, cai o pano sobre o primeiro período do movimento operário autônomo alemão. […]"
Sete dos onze indiciados foram condenados a penas de prisão de até seis anos. Engels, no final daquele mesmo ano de 1852, em texto intitulado "O Recente Julgamento em Colônia" (assinado por Marx), publicado no New-York Daily Tribune, fornece detalhes:
"[…] O governo podia suportar poucas das revelações tão escaldantes como as que vieram à luz durante o julgamento. E, no entanto, tinha um tribunal como a província renana ainda não tinha visto. Seis nobres, da mais pura água reacionária, quatro senhores da finança, dois funcionários governamentais. Não eram homens para olhar de perto para a massa confusa de provas amontoadas diante deles durante seis semanas, quando continuamente ouviam repetir aos seus ouvidos que os acusados eram chefes de uma terrível conspiração comunista, erguida a fim de subverter tudo o que é sagrado — a propriedade, a família, a religião, a ordem, o governo e a lei! E, contudo, se ao mesmo tempo, o governo não tivesse dado a conhecer às classes privilegiadas que uma absolvição neste julgamento seria o sinal para a supressão do tribunal e que seria tomada como uma demonstração política direta — como uma prova de que a oposição liberal da classe média estava pronta a unir-se mesmo aos mais extremos revolucionários — o veredito teria sido uma absolvição. Tal como foi, a aplicação retroativa do novo código prussiano permitiu ao governo ter sete prisioneiros condenados enquanto apenas quatro foram absolvidos, e os que foram condenados foram sentenciados de prisão variando entre três e seis anos, como, sem dúvida, já terão verificado na altura em que a notícia vos chegou."

## Principais

### Réus
- Heinrich Burgers
- Hermann Wilhelm Haupt
- Frederick Lessner
- Peter Nothjung

### Outras partes envolvidas
- Adolph Bermbach